# Faverolles-la-Campagne
Faverolles-la-Campagne est une commune française située dans le département de l'Eure en région Normandie.

## Géographie

### Localisation
Village du pays d'Ouche.
|                                | Émanville              | Huest  |
| Berville-la-Campagne Louversey | Faverolles-la-Campagne | Portes |
| Louversey                      | Louversey, Burey       | Burey  |

### Hydrographie
La commune est située dans le bassin Seine-Normandie. Elle n'est drainée par aucun cours d'eau,.

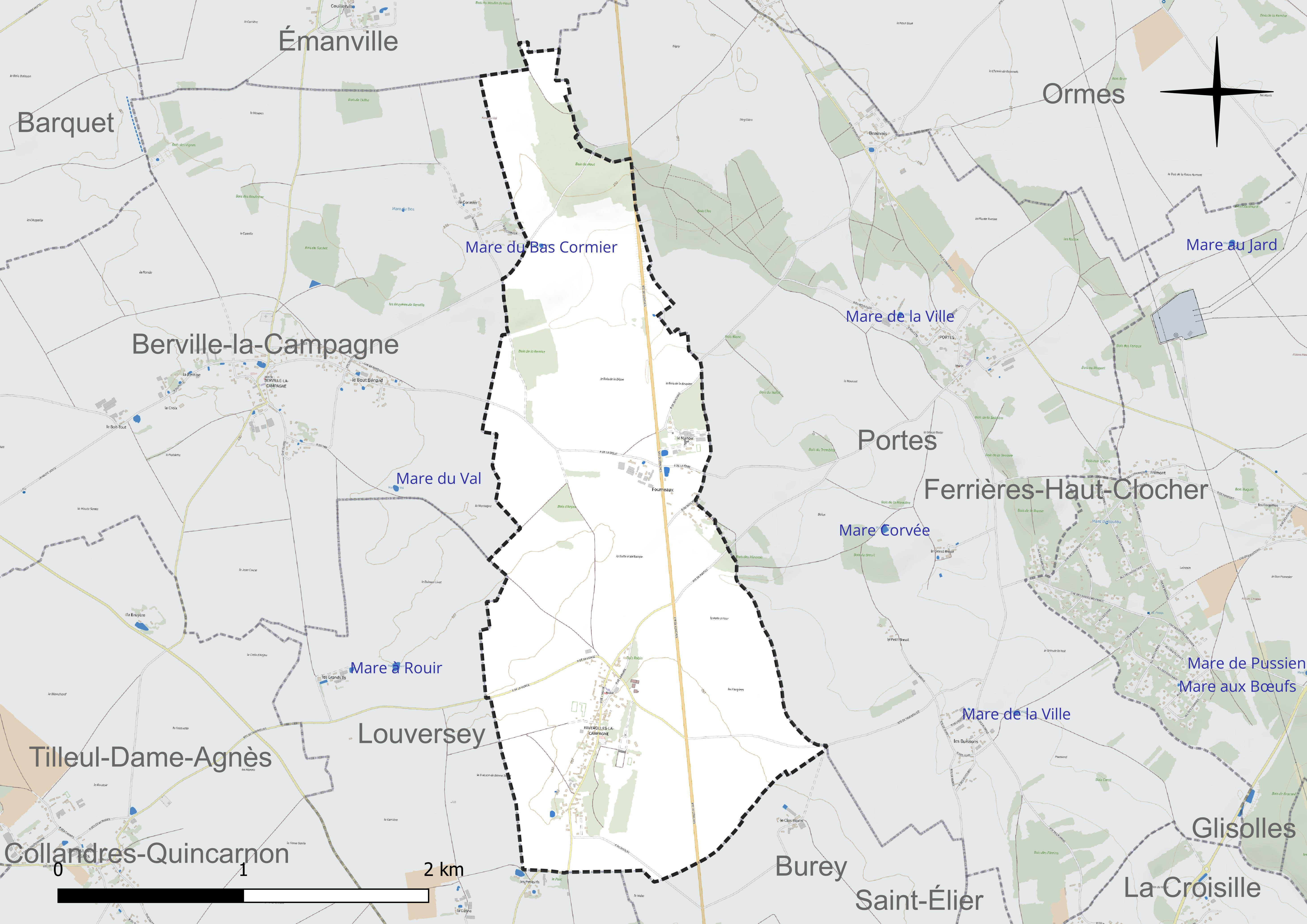
Réseau hydrographique de Faverolles-la-Campagne.

Un plan d'eau complète le réseau hydrographique : la mare du Bas Cormier (0 ha),.

### Climat
Pour des articles plus généraux, voir Climat de la Normandie et Climat de l'Eure.
En 2010, le climat de la commune est de type climat océanique dégradé des plaines du Centre et du Nord, selon une étude du CNRS s'appuyant sur une série de données couvrant la période 1971-2000. En 2020, Météo-France publie une typologie des climats de la France métropolitaine dans laquelle la commune est exposée à un climat océanique et est dans la région climatique  Côtes de la Manche orientale, caractérisée par un faible ensoleillement (1 550 h/an) ; forte humidité de l’air (plus de 20 h/jour avec humidité relative > 80 % en hiver), vents forts fréquents. Parallèlement le GIEC normand, un groupe régional d’experts sur le climat, différencie quant à lui, dans une étude de 2020, trois grands types de climats pour la région Normandie, nuancés à une échelle plus fine par les facteurs géographiques locaux. La commune est, selon ce zonage, exposée à un « climat des plateaux abrités », correspondant aux plaines agricoles de l’Eure, avec une pluviométrie beaucoup plus faible que dans la plaine de Caen en raison du double effet d’abri provoqué par les collines du Bocage normand et par celles qui s’étendent sur un axe du Pays d'Auge au Perche.
Pour la période 1971-2000, la température annuelle moyenne est de 10,4 °C, avec  une amplitude thermique annuelle de 14 °C. Le cumul annuel moyen de précipitations est de 676 mm, avec 11,3 jours de précipitations en janvier et 8,2 jours en juillet. Pour la période 1991-2020, la température moyenne annuelle observée sur la station météorologique la plus proche, située sur la commune de Breteuil à 19 km à vol d'oiseau, est de 11,1 °C et le cumul annuel moyen de précipitations est de 698,2 mm,. Pour l'avenir, les paramètres climatiques de la commune estimés pour 2050 selon différents scénarios d’émission de gaz à effet de serre sont consultables sur un site dédié publié par Météo-France en novembre 2022.

## Urbanisme

### Typologie
Au 1er janvier 2024, Faverolles-la-Campagne est catégorisée commune rurale à habitat très dispersé, selon la nouvelle grille communale de densité à 7 niveaux définie par l'Insee en 2022.
Elle est située hors unité urbaine. Par ailleurs la commune fait partie de l'aire d'attraction d'Évreux, dont elle est une commune de la couronne,. Cette aire, qui regroupe 108 communes, est catégorisée dans les aires de 50 000 à moins de 200 000 habitants,.

### Occupation des sols
L'occupation des sols de la commune, telle qu'elle ressort de la base de données européenne d’occupation biophysique des sols Corine Land Cover (CLC), est marquée par l'importance des territoires agricoles (95,6 % en 2018), une proportion identique à celle de 1990 (95,6 %). La répartition détaillée en 2018 est la suivante : 
terres arables (84,8 %), zones agricoles hétérogènes (10,8 %), forêts (4,4 %). L'évolution de l’occupation des sols de la commune et de ses infrastructures peut être observée sur les différentes représentations cartographiques du territoire : la carte de Cassini (XVIIIe siècle), la carte d'état-major (1820-1866) et les cartes ou photos aériennes de l'IGN pour la période actuelle (1950 à aujourd'hui).

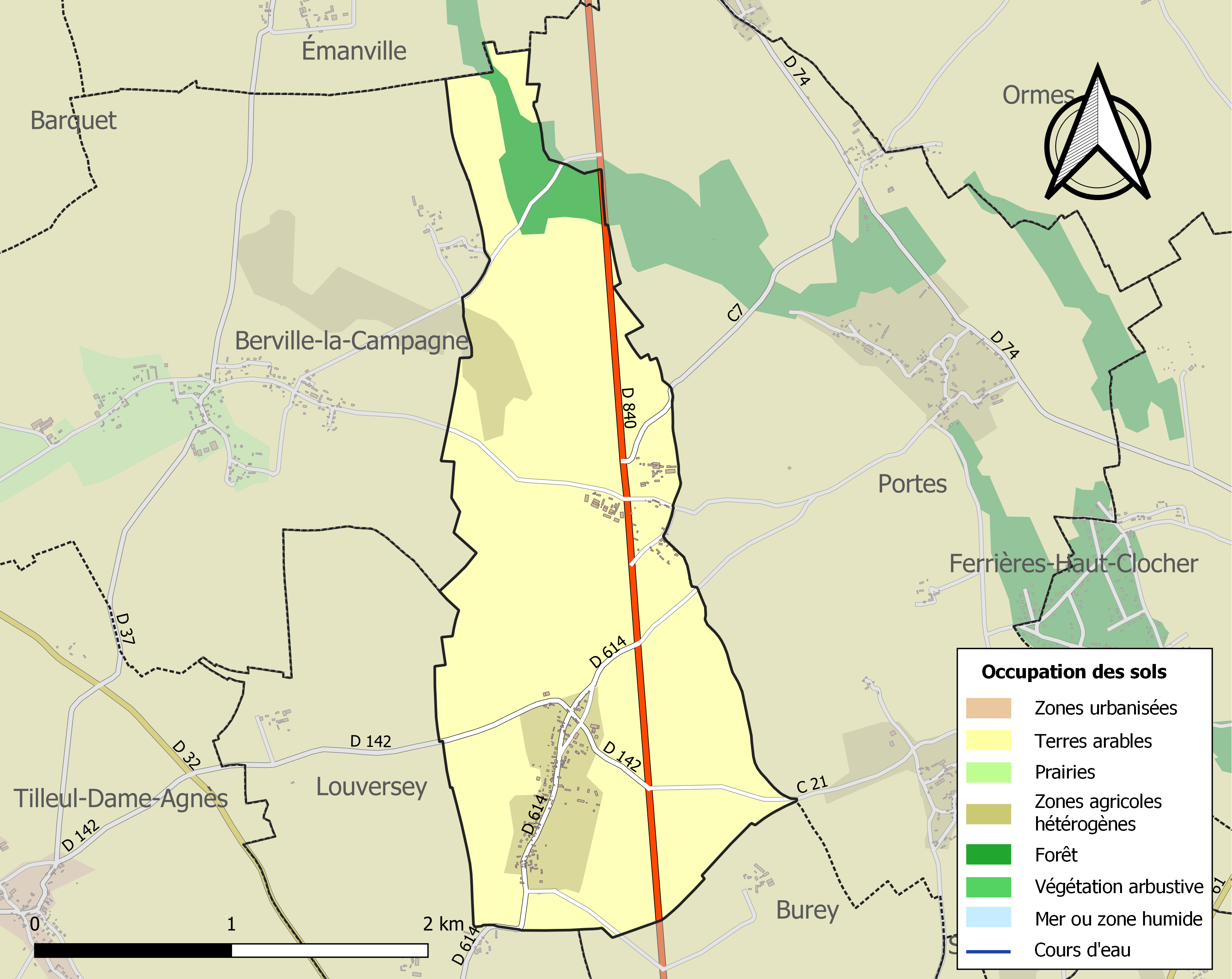
Carte des infrastructures et de l'occupation des sols de la commune en 2018 (CLC).

## Toponymie
Le nom de la localité est attesté sous les formes Favariolæ en 690 (Histoire de l’abbaye de Saint-Denis), Favarole en 1060, Favrolæ en 1230 (cartulaire de Saint-Taurin), Faverolles en 1793.
Dérivé de latin faba (« fève »), donc « champ où l'on cultive des fèves ». Dérivé du latin tardif fabariolas, « lieu où poussent des fèves ».
Le déterminant complémentaire -la-Campagne sert à la distinguer des autres Faverolles.

## Politique et administration
| Période                                  | Période   | Identité         | Étiquette | Qualité  |
| ---------------------------------------- | --------- | ---------------- | --------- | -------- |
| mars 2001                                | mars 2008 | Michel Lemiegre  |           |          |
| mars 2008                                | 2014      | Alain Gervais    |           |          |
| mars 2014                                | En cours  | Jean-Louis Brard | SE        | Retraité |
| Les données manquantes sont à compléter. |           |                  |           |          |

## Démographie
L'évolution du nombre d'habitants est connue à travers les recensements de la population effectués dans la commune depuis 1793. Pour les communes de moins de 10 000 habitants, une enquête de recensement portant sur toute la population est réalisée tous les cinq ans, les populations de référence des années intermédiaires étant quant à elles estimées par interpolation ou extrapolation. Pour la commune, le premier recensement exhaustif entrant dans le cadre du nouveau dispositif a été réalisé en 2006.

En 2022, la commune comptait 154 habitants, en évolution de −0,65 % par rapport à 2016 (Eure : −0,25 %, France hors Mayotte : +2,11 %).
| 1793 | 1800 | 1806 | 1821 | 1831 | 1836 | 1841 | 1846 | 1851 |
| ---- | ---- | ---- | ---- | ---- | ---- | ---- | ---- | ---- |
| 170  | 98   | 200  | 201  | 222  | 208  | 203  | 217  | 209  |

| 1856 | 1861 | 1866 | 1872 | 1876 | 1881 | 1886 | 1891 | 1896 |
| ---- | ---- | ---- | ---- | ---- | ---- | ---- | ---- | ---- |
| 201  | 194  | 195  | 183  | 161  | 161  | 156  | 149  | 167  |

| 1901 | 1906 | 1911 | 1921 | 1926 | 1931 | 1936 | 1946 | 1954 |
| ---- | ---- | ---- | ---- | ---- | ---- | ---- | ---- | ---- |
| 154  | 165  | 168  | 160  | 129  | 147  | 154  | 147  | 143  |

| 1962 | 1968 | 1975 | 1982 | 1990 | 1999 | 2006 | 2011 | 2016 |
| ---- | ---- | ---- | ---- | ---- | ---- | ---- | ---- | ---- |
| 160  | 160  | 151  | 137  | 140  | 159  | 151  | 139  | 155  |

| 2021 | 2022 | - | - | - | - | - | - | - |
| ---- | ---- | - | - | - | - | - | - | - |
| 160  | 154  | - | - | - | - | - | - | - |

## Culture locale et patrimoine

### Lieux et monuments
- Mairie.
- Église Notre-Dame.

### Personnalités liées à la commune
- Marie-Jeanne Langlois, née à Faverolles, monta à l'échafaud le 12 juin 1794, condamnée par les autorités révolutionnaires pour avoir défendu sa foi catholique ouvertement.[réf. nécessaire]

### Héraldique
| Blason de Faverolles-la-Campagne | Blason  | Coupé mi parti en chef : au 1 d'azur à une étoile d'or, au 2 d'argent à une tige de favier de sinople, au 3 de gueules à un léopard d'or, armé et lampassé d'azur. |
| Blason de Faverolles-la-Campagne | Détails | Le léopard d'or rappelle les armoiries de la Normandie. Créé par JF Binon. Blason sur la page Facebook de la commune, 2025.                                        |